# Nerillidium mediterraneum
Nerillidium mediterraneum är en ringmaskart som beskrevs av Adolf Remane 1928. Nerillidium mediterraneum ingår i släktet Nerillidium och familjen Nerillidae. Inga underarter finns listade i Catalogue of Life.